# Vale Inco
Vale Inco (до 2006 — Inco Ltd.) — гірничодобувна і промислова компанія Канади. Найбільший у західному світі продуцент нікелю (30% виробництва країн Заходу); входить до числа 10 найбільших світових виробників міді.

## Історія
Заснована 1916 року в Торонто під назвою «International Nickel Со. of Canada, Ltd.». З 1976 року — Inco Ltd., 2006 року придбана бразильською компанією Vale та перейменована на Vale Inco.

## Характеристика
Видобуває і збагачує руди: срібла, золота, платини, кобальту, селену, паладію, телуру, родію, рутенію, залізні руди. Запаси нікелевих родовищ близько 430 млн т руди (вміст нікелю 1,58 %, міді — 0,98 %). На підприємствах компанії працює 25 тис. чоловік.
Підприємства компанії працюють в Індонезії, Ґватемалі і Новій Каледонії, Канаді, США, Бразилії, Австралії, Ірландії, Мексиці. Спільно з компаніями США, ФРН і Японії досліджує і добуває корисні копалини з дна океану.